# بررسی جمعیت فعلی
بررسی جمعیت فعلی (CPS) یک بررسی ماهانه از حدود ۶۰٬۰۰۰ خانوار آمریکایی است که توسط اداره سرشماری ایالات متحده برای اداره آمار کار انجام می‌شود. اداره آمار کار از این داده‌ها برای انتشار گزارش‌هایی در اوایل هر ماه با عنوان «وضعیت اشتغال» استفاده می‌کند. این گزارش، تخمین‌هایی از نرخ بیکاری و تعداد افراد شاغل و بیکار در ایالات متحده را بر اساس CPS ارائه می‌دهد. خلاصه‌ای از وضعیت استخدام به صورت ماهانه ارائه می‌شود. برآوردهای سالانه شامل اشتغال و بیکاری در مناطق بزرگ شهری است. محققان می‌توانند از برخی ریزداده‌های CPS برای بررسی این موضوعات یا موضوعات دیگر استفاده کنند.
این نظرسنجی در مورد وضعیت اشتغال هر یک از اعضای خانوار ۱۵ سال یا بیشتر در یک هفته تقویمی خاص سؤال می‌کند. بر اساس پاسخ به سوالات مربوط به کار و فعالیت‌های جستجوی شغل، هر فرد ۱۶ سال به بالا در یک خانوار نمونه به عنوان شاغل، بیکار یا غیرشاغل طبقه‌بندی می‌شود.
سرشماری عمومی نفوس و مسکن (CPS) در سال ۱۹۴۰ آغاز شد و مسئولیت اجرای آن در سال ۱۹۴۲ به اداره سرشماری واگذار شد. در سال ۱۹۹۴، CPS دوباره طراحی شد. CPS یک نظرسنجی است که: متمرکز بر اشتغال، توسط سرشماری انجام می‌شود، پیوسته و مقطعی است. اداره آمار کار آمریکا تا ژوئیه ۲۰۰۱، حجم نمونه را ۱۰۰۰۰ نفر افزایش داد. نمونه، جمعیت غیرنظامی غیر نهادی را نشان می‌دهد.

## روش‌شناسی
تقریباً ۶۰٬۰۰۰ خانوار واجد شرایط دریافت CPS هستند. خانوارهای نمونه با استفاده از یک طرح نمونه‌گیری آماری طبقه‌بندی‌شده چندمرحله‌ای انتخاب می‌شوند. یک خانوار به مدت ۴ ماه متوالی مصاحبه می‌شود، سپس به مدت ۸ ماه مصاحبه‌ای انجام نمی‌شود و پس از آن به مدت ۴ ماه به نمونه بازگردانده می‌شود. یک عضو بزرگسال هر خانوار، اطلاعات مربوط به همه اعضای خانوار را ارائه می‌دهد.
به عنوان بخشی از طراحی مجدد نظرسنجی نمونه جمعیتی، CPS هر دهه یک بار، پس از سرشماری ده ساله، دوباره طراحی می‌شود. جدیدترین طراحی مجدد نمونه CPS در آوریل ۲۰۱۴ آغاز شد.
معمولاً از پاسخ‌دهندگان در مورد شغلشان در هفته‌ای از ماه که شامل دوازدهمین هفته نیز می‌شود، سؤال می‌شود. برای جلوگیری از تعطیلات، این هفته مرجع گاهی اوقات تنظیم می‌شود. از همه پاسخ‌دهندگان در مورد یک هفته سؤال می‌شود.

## طبقه‌بندی اشتغال

نرخ بیکاری به عنوان درصدی از نیروی کار غیرنظامی در ایالات متحده طبق گزارش دفتر آمار کار ایالات متحده که نشان‌دهندهٔ تفاوت در ایالت‌ها است

افرادی شاغل محسوب می‌شوند که در طول هفته مرجع، به عنوان کارمند دارای حقوق، در کسب و کار، حرفه یا مزرعه خود کار کرده باشند؛ یا حداقل ۱۵ ساعت بدون حقوق در یک کسب و کار یا مزرعه خانوادگی کار کرده باشند. همچنین افرادی که به دلیل بیماری، بدی آب و هوا، تعطیلات، اختلافات کارگری -مدیریتی یا دلایل شخصی موقتاً از محل کار خود غایب بوده‌اند، شاغل محسوب می‌شوند.
اگر افراد تمام معیارهای زیر را داشته باشند، بیکار محسوب می‌شوند:
- آنها در طول هفته مرجع شاغل نبودند
- آنها در آن زمان برای کار در دسترس بودند
- آنها در طول دوره ۴ هفته‌ای که با هفته مرجع پایان می‌یابد، تلاش‌های ویژه‌ای برای یافتن شغل انجام دادند. (استثنا در این دسته شامل افرادی می‌شود که از شغل خود اخراج شده‌اند و در انتظار فراخوان مجدد هستند)

داده‌های بیکاری حاصل از نظرسنجی خانوار، به واجد شرایط بودن کارگر برای دریافت مزایای بیمه بیکاری مربوط یا وابسته نیست.
کسانی که به عنوان شاغل یا بیکار طبقه‌بندی نمی‌شوند، جزو نیروی کار محسوب نمی‌شوند. این افراد - کسانی که شغلی ندارند و به دنبال شغلی هم نیستند - به عنوان «غیر شاغل» محسوب می‌شوند. بسیاری از کسانی که در نیروی کار نیستند، به مدرسه می‌روند یا بازنشسته شده‌اند. مسئولیت‌های خانوادگی، دیگران را از نیروی کار دور نگه می‌دارد. «کارگران دلسرد» زیرمجموعه‌ای از کسانی هستند که «در نیروی کار نیستند».

## اصلاحات ۱۹۹۴
در سال ۱۹۹۴، نحوهٔ اداره و سوالات در CPS مورد بازنگری اساسی قرار گرفت. قبل از سال ۱۹۹۴، معیارهای جایگزین بیکاری نام‌های متفاوتی داشتند، زیرا به‌طور اساسی سوالات موجود در CPS را اصلاح کرده و نام معیارها را تغییر داده بود حذف شدند؛ نرخ رسمی همان معیار باقی ماند اما به تغییر نام داد؛ و اصلاح شده و تغییر نام دادند.
معیارهای بیکاری مبتنی بر CPS قبل از سال ۱۹۹۴:
- افراد دارای ویزای که ۱۵ هفته یا بیشتر بیکار بوده‌اند، به عنوان درصدی از نیروی کار غیرنظامی
- بیکاران، به عنوان درصدی از نیروی کار غیرنظامی
- افراد بیکار ۲۵ سال و بالاتر، به عنوان درصدی از نیروی کار غیرنظامی ۲۵ سال و بالاتر (نرخ بیکاری برای افراد ۲۵ سال و بالاتر)
- افراد بیکار که به دنبال شغل تمام وقت هستند، به عنوان درصدی از نیروی کار تمام وقت (نرخ بیکاری برای کارگران تمام وقت)
- زیر ۵ کل افراد بیکار، به عنوان درصدی از نیروی کار غیرنظامی (نرخ بیکاری رسمی)
- کل افرادی که به دنبال شغل تمام وقت هستند، به علاوه نیمی از افرادی که به دنبال شغل پاره وقت هستند، به علاوه نیمی از افرادی که به دلایل اقتصادی به صورت پاره وقت مشغول به کار هستند، به عنوان درصدی از نیروی کار غیرنظامی منهای نیمی از نیروی کار پاره وقت
- کل افراد جویای شغل تمام‌وقت، به‌علاوه نیمی از افرادی که به دنبال شغل پاره‌وقت هستند، به‌علاوه نیمی از افرادی که به دلایل اقتصادی پاره‌وقت شاغل هستند، به‌علاوه کارگران دلسرد، به عنوان درصدی از نیروی کار غیرنظامی به علاوه کارگران دلسرد منهای نیمی از نیروی کار پاره‌وقت

معیارهای بیکاری مبتنی بر CPS پس از سال ۱۹۹۴:
- افراد دارای ویزای که ۱۵ هفته یا بیشتر بیکار بوده‌اند، به عنوان درصدی از نیروی کار غیرنظامی
- بیکاران و افرادی که مشاغل موقت را به پایان رسانده‌اند، به عنوان درصدی از نیروی کار غیرنظامی
- کل بیکاران، به عنوان درصدی از نیروی کار غیرنظامی (نرخ بیکاری رسمی)
- کل بیکاران به علاوه کارگران دلسرد شده، به عنوان درصدی از نیروی کار غیرنظامی به علاوه کارگران دلسرد شده
- کل بیکاران، به علاوه کارگران دلسرد شده، به علاوه سایر کارگران با وابستگی حاشیه‌ای، به عنوان درصدی از نیروی کار غیرنظامی به علاوه همه کارگران با وابستگی حاشیه‌ای
- کل بیکاران، به علاوه تمام کارگران با وابستگی حاشیه‌ای، به علاوه کل شاغلان پاره وقت به دلایل اقتصادی، به عنوان درصدی از نیروی کار غیرنظامی به علاوه تمام کارگران با وابستگی حاشیه‌ای

کارگران وابسته حاشیه‌ای افرادی هستند که در حال حاضر نه شاغل هستند و نه به دنبال کار می‌گردند، اما نشان می‌دهند که خواهان شغل هستند و برای آن آماده‌اند و در گذشتهٔ نزدیک به دنبال کار بوده‌اند. علاوه بر این، کارگران با دلبستگی حاشیه‌ای در ۱۲ ماه گذشته به‌طور فعال به دنبال کار بوده‌اند (مثلاً به یک آگهی «مورد نیاز» پاسخ داده‌اند) اما در ۴ هفته گذشته به‌طور فعال به دنبال کار نبوده‌اند.
کارگران دلسرد، زیرمجموعه‌ای از کارگران با دلبستگی حاشیه‌ای، دلیلی مرتبط با بازار کار برای عدم جستجوی شغل ارائه داده‌اند (مثلاً معتقدند که هیچ کاری در دسترس نیست). این گروه حدود ۵۰ درصد کوچکتر از گروه با دلبستگی حاشیه‌ای است. «افرادی که به دلایل اقتصادی به صورت پاره وقت مشغول به کار هستند، کسانی هستند که خواهان کار تمام وقت هستند و برای گرفتن شغل تمام وقت نیز آمادگی دارند؛ گاهی اوقات به آنها نیمه بیکار گفته می‌شود.

## داده‌های موجود
سی پی اس گزارش می‌دهد:
- وضعیت اشتغال جمعیت غیرنظامی غیرمستقر ۱۶ سال و بالاتر بر اساس سن، جنس، نژاد، اصالت اسپانیایی، وضعیت تأهل، نسبت خانوادگی و وضعیت جانبازی در دوران ویتنام.
- افراد شاغل بر اساس شغل، صنعت و طبقه کارگر، ساعات کار، وضعیت تمام وقت یا پاره وقت و دلایل کار پاره وقت.
- بر اساس شغل، صنعت، تعداد مشاغل موجود و وضعیت تمام وقت یا پاره وقت بودن مشاغل متعدد، چندین شاغل را استخدام کرده است.
- افراد بیکار بر اساس شغل، صنعت، رسته شغلی آخرین شاغل، مدت بیکاری، دلیل بیکاری و روش‌های مورد استفاده برای یافتن شغل.
- کارگران و سایر افرادی که جزو نیروی کار نیستند را دلسرد کرد.
- موضوعات ویژه مانند وضعیت نیروی کار زیرگروه‌های خاصی از جمعیت (مثلاً زنان سرپرست خانواده، زنان شاغل دارای فرزند، کارگران آواره و جانبازان معلول).
- تجربه کاری، تحرک شغلی، سابقه کار، میزان تحصیلات و ثبت نام کارگران در مدرسه.
- اطلاعات مربوط به درآمد هفتگی و ساعتی بر اساس گروه جمعیتی دقیق، شغل، تحصیلات، وابستگی به اتحادیه و وضعیت اشتغال تمام وقت و پاره وقت.

این نظرسنجی همچنین نرخ مشارکت نیروی کار، که به معنای نسبت نیروی کار به جمعیت است، و نسبت شاغلین به کل جمعیت ایالات متحده را گزارش می‌دهد.
اگرچه هدف اصلی CPS ثبت اطلاعات اشتغال است، اما این نظرسنجی نقش ثانویه‌ای در ارائه اطلاعات جمعیت‌شناختی در مورد جمعیت ایالات متحده ایفا می‌کند. ریزداده‌های CPS برای دوره زمانی از سال ۱۹۶۲ به صورت رایگان از طریق مجموعه ریزداده‌های یکپارچه استفاده عمومی در دسترس هستند.

## ضمیمه اجتماعی و اقتصادی سالانه - ضمیمه ماه مارس
از سال ۱۹۴۸، CPS سوالات تکمیلی (ابتدا در ماه آوریل؛ بعداً در ماه مارس) در مورد درآمد دریافتی در سال تقویمی قبل را گنجانده است که برای تخمین داده‌های مربوط به درآمد و تجربه کاری استفاده می‌شوند. این داده‌ها منبع گزارش سالانه اداره سرشماری در مورد درآمد، فقر و پوشش بیمه سلامت هستند.
سایر موضوعات مکمل نظرسنجی منظم یا گاه به گاه، در ماه‌ها و سال‌های مختلف، شامل درآمد پولی پس از کسر مالیات، مزایای غیرنقدی، کارگران آواره، تصدی شغل، تحرک شغلی، کار موقت و مشروط، آموزش بزرگسالان، داوطلبی، مصرف دخانیات، دسترسی به غذا، باروری و اطلاعات مربوط به جانبازان بوده است.

## برای مطالعهٔ بیشتر
- Burkhauser, R. V.; Feng, S.; Jenkins, S. P.; Larrimore, J. (2011). "Estimating trends in US income inequality using the Current Population Survey: the importance of controlling for censoring". Journal of Economic Inequality. 9 (3): 393–415. doi:10.1007/s10888-010-9131-6.